# Citapen (Japara)
Citapen is een bestuurslaag in het regentschap Kuningan van de provincie West-Java, Indonesië. Citapen telt 1217 inwoners (volkstelling 2010).